# Volpago del Montello
Volpago del Montello est une commune italienne de la province de Trévise dans la région Vénétie en Italie.

## Personnages célèbres
- Pier Andrea Saccardo, (1845-1920), mycologue

## Administration
| Période                                  | Période | Identité | Étiquette | Qualité |
| ---------------------------------------- | ------- | -------- | --------- | ------- |
|                                          |         |          |           |         |
| Les données manquantes sont à compléter. |         |          |           |         |

### Hameaux
Selva del Montello, Venegazzù, Santa Maria della Vittoria, Belvedere

### Communes limitrophes
Crocetta del Montello, Giavera del Montello, Montebelluna, Moriago della Battaglia, Paese, Ponzano Veneto, Povegliano, Sernaglia della Battaglia, Trevignano

## Géographie
Le Montello (el Montel ou el Monteło en Vénétie) est un relief montagneux de taille modeste (l'altitude maximale est de 371 m) dans la province de Trévise, qui s'étend (d'est en ouest) de la ville de Nervesa della Battaglia à Montebelluna et Crocetta del Montello. Au pied du versant sud s'étendent les communes de Giavera del Montello et Volpago del Montello, tandis que le versant nord est baigné par le Piave.